# Ninón Sevilla
Emelia Pérez Castellanos (La Habana, 10 de noviembre de 1929-Ciudad de México, 1 de enero de 2015), conocida como Ninón Sevilla, fue una bailarina exótica y actriz cubanomexicana. Es considerada como una «reina del Trópico», denominación que se le dio a ella y a otras cuatro artistas más identificadas con el cine de rumberas.
Comenzó su carrera en centros nocturnos y espectáculos de su natal Cuba, antes de llegar a México en 1946 y debutar en el cine con la película Carita de cielo, lanzada en 1947. En 1948 estelarizó su primera película, Revancha, del cineasta Alberto Gout, con quien trabajo en otras cintas como; Sensualidad (1951), No niego mi pasado (1951), Aventura en Río (1952) y Aventurera (1949). Además de Gout, también contribuyeron al esplendor de Sevilla cineastas como Emilio Fernández en Victimas del pecado (1950), Julio Bracho en Llévame en tus brazos y Gilberto Martínez Solares en Mulata (1954), entre otros. El éxito de las cintas de Sevilla le llevó a alcanzar popularidad en países como Francia y Brasil. Tras varios años de ausencia, la actriz retomó su carrera artística en los años 1980, permaneciendo vigente a través de las telenovelas mexicanas hasta su muerte.

## Biografía y carrera

### Primeros años e inicios
Emelia Pérez Castellanos nació el 10 de noviembre de 1929 en La Habana, Cuba. Fue criada por una tía y por su abuela en el Centro de La Habana. Su abuela era una mujer con gran devoción católica y la matriculó en un colegio de monjas, donde Ninón sintió vocación religiosa y pensó en convertirse en monja misionera. Sin embargo, pronto descubrió su habilidad para la danza. Debido a que su familia no veía con buenos ojos su pasión por la danza, comenzó a bailar a escondidas y se buscó un nombre artístico. Adoptó su nombre artístico en homenaje a la legendaria cortesana y escritora francesa Ninon de Lenclos. Empezó a bailar con éxito en centros nocturnos y cabarés de Cuba. Más tarde, comenzó a trabajar en el coro de los comediantes cubanos Mimí Cal Nananina y Leopoldo Fernández Tres Patines en el Teatro Martí de La Habana. En ese entonces hacía pareja con un bailarín llamado Horacio. Sevilla también participó en un casting organizado por el cineasta Juan Orol en Cuba para encontrar a su nueva musa en el Cine mexicano. Sin embargo la rumbera Rosa Carmina fue finalmente la seleccionada por el director.

### Cine

#### 1940
Ninón llegó a México contratada por el empresario, productor y director puertorriqueño Fernando Cortés para trabajar en el Teatro Lírico de la Ciudad de México. Eventualmente la buscaron para formar parte del espectáculo encabezado por Libertad Lamarque. Debutó en esta compañía en el Teatro Degollado en Guadalajara. El éxito de su número musical fue tal, que superó en aplausos a la misma Lamarque. 
No tardó en verla en un espectáculo en el Teatro Lírico el productor de cine Pedro Arturo Calderón (uno de los dueños de los estudios de cine Producciones Calderón), quien le ofreció trabajar en el medio fílmico. Su debut cinematográfico fue con un pequeño rol en la cinta Carita de cielo (1946), protagonizada por María Elena Marqués y Antonio Badú. A partir de ese momento, Ninón se convirtió en artista exclusiva de Producciones Calderón. Ninón participa con pequeños roles en películas como Pecadora (1947), con Emilia Guiú y Señora tentación (1948), junto a David Silva. Obtiene su primer estelar en la cinta Revancha (1948), donde alternó por primera vez con el cantante y compositor Agustín Lara, con quien formó pareja cinematográfica en dos cintas más: Coqueta (1949) y Perdida (1950). Revancha además marcó el inicio de sus colaboraciones fílmicas con el director Alberto Gout, quién contribuyó a consolidarla como una de las grandes figuras eróticas del cine mexicano. La cinta Aventurera (1950), también de Gout, es considerada por la crítica como la obra maestra del llamado Cine de rumberas mexicano.

#### 1950
Bajo la batuta de los Calderón, la dirección de Gout y guiones de Álvaro Custodio,  Sevilla filmó otras cuatro cintas más: Sensualidad (1950), al lado de Fernando Soler; No niego mi pasado (1951), junto a Roberto Cañedo; Mujeres sacrificadas (1952), con Roberto Cañedo, y Aventura en Río (1953), filmada en Brasil, donde Ninón era un verdadero ídolo. Tuvo ofertas de parte de estudios como Metro-Goldwyn-Mayer y Columbia Pictures para trabajar en Hollywood, pero no le interesaba trabajar en los Estados Unidos.
Además de Gout, otros directores también contribuyeron al esplendor de Sevilla. Emilio "El Indio" Fernández la dirigió en la exitosa y controvertida cinta Víctimas del pecado (1951). Julio Bracho también la dirige en el melodrama tropical en Llévame en tus brazos (1953). En la cinta Mulata (1954), Ninón compartió créditos con Pedro Armendáriz, y logró que fuera la primera producción del cine mexicano en incluir argumentos basados en la santería y otras tradiciones y elementos de la cultura afrocubana. Las cintas de Sevilla también causaron furor en mercados como Francia, donde algunas de ellas fueron objeto de reseñas y halagos de figuras como François Truffaut y otros críticos de la revista Cahiers du Cinéma.
En 1954 la actriz concluye su relación profesional con los Calderón. En 1955 realizó su única intervención en la comedia musical con la cinta Club de señoritas, junto al cómico Joaquín Pardavé. Las cintas Amor y pecado (1955) y Yambaó (1956) marcaron su asociación profesional con el director Alfredo B. Crevenna y el actor Ramón Gay. Además, Yambaó también fue su primera cinta filmada a colores y un intento de colocarla en el mercado estadounidense. En 1959 cierra su ciclo de películas del género de rumberas con la cinta Mujeres de fuego, también dirigida por Crevenna.
Con el declive del cine de rumberas, Ninón Sevilla se retiró de la industria. El último filme de su primera etapa cinematográfica fue la comedia musical española Zarzuela 1900. En 1963, también protagonizó el exitoso montaje teatral La prostituta respetuosa, basada en la novela de Jean Paul Sartre. A partir de su matrimonio y posterior viudez, Sevilla radicó en la ciudad de Nueva York durante 15 años.

##### Retorno
Ninón Sevilla retornó al cine tras regresar a México en 1981, de la mano del realizador Mario Hernández, un eterno admirador suyo, quien la convenció de estelarizar la cinta estrenada en 1984 Noche de carnaval. La película es una especie de homenaje que el director realiza a la actriz. Gracias a esta cinta, ganó el Ariel a la Mejor Actriz del Año. Además de una aparición especial en la cinta sobre Benny Moré (Hoy como ayer, 1987), Ninón intervino en breves papeles en otras películas de Hernández. Su última cinta fue Rumbera caliente (1989). En el teatro, Ninón reapareció en 1983, en el montaje Las hermanitas de Acámbaro, con Lucha Villa y María Victoria.

### Televisión
Ninón Sevilla debutó en televisión en 1964, con un pequeño papel en la telenovela Juicio de almas. Luego del resurgimiento de su carrera, realizó un pequeño rol en la telenovela Tú eres mi destino. La actriz se incorporó de lleno al género a partir de su participación en Rosa salvaje, al lado de Verónica Castro, en 1987. A ésta, le siguen historias como Cuando llega el amor (1989), Las secretas intenciones (1992), María la del barrio (1995), La usurpadora (1998), Rosalinda (1999), Amarte es mi pecado (2004), y Qué bonito amor (2012), entre otras. En el medio de las telenovelas, Ninón interpretó a mujeres alegres, humildes y de clase baja. Al igual que figuras como Silvia Derbez, Meche Barba y Carmen Salinas, la actriz fue un elemento indispensable en las tramas de vecindad de las telenovelas mexicanas.

## Vida personal y muerte
Sostuvo un romance de varios años con el productor cinematográfico, Pedro Arturo Calderón. Contrajo matrimonio con el médico cubano José Gil, de quien enviudó poco después. Tuvo un único hijo, el músico Genaro Lozano, concebido en una relación con un hombre cuya identidad es desconocida.

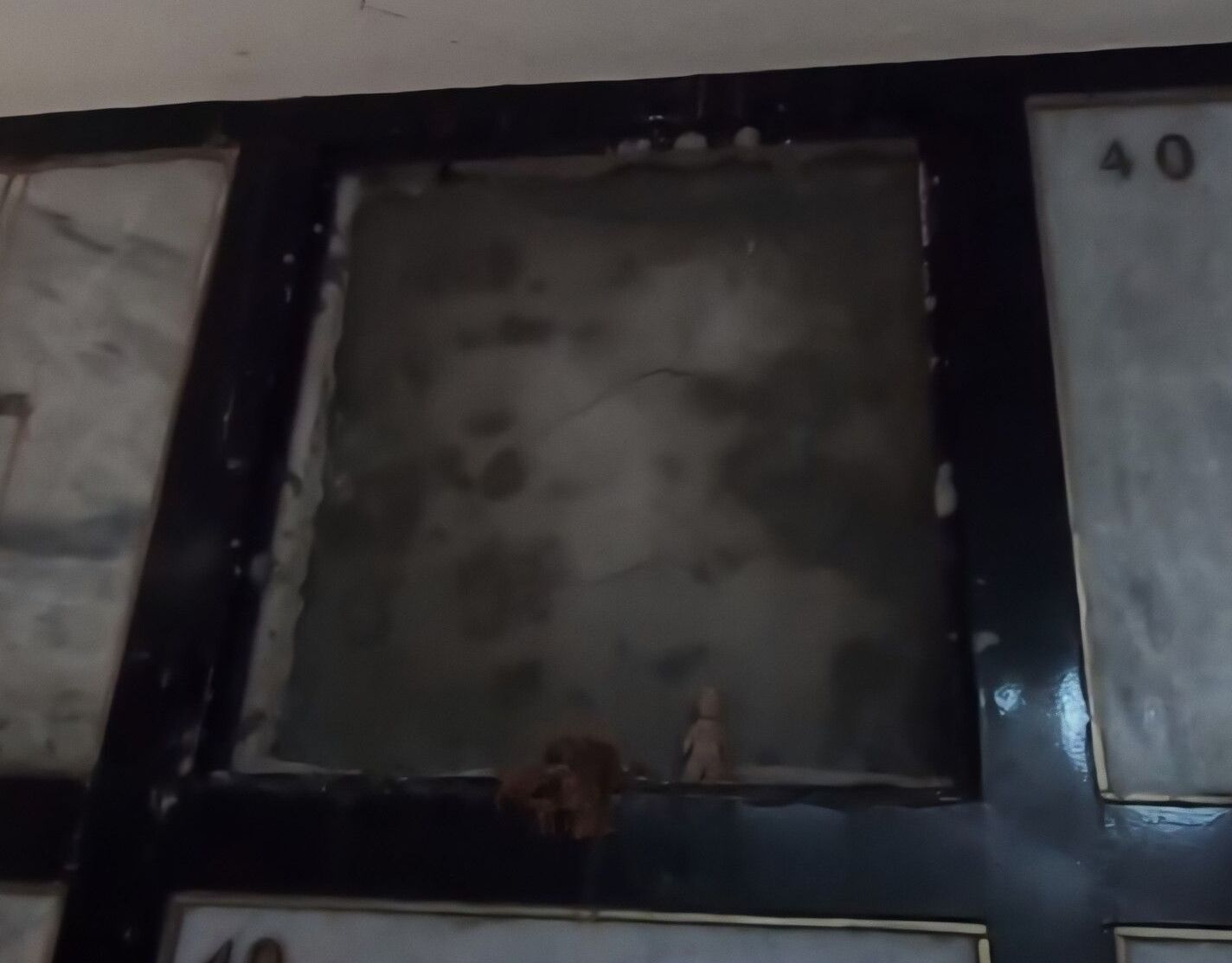
Tumba de Ninón Sevilla en el Panteón Jardín.

El 1 de enero de 2015, Sevilla falleció en Ciudad de México a los 85 años de edad, a causa de un paro cardiaco. Su cuerpo fue sepultado en una cripta dentro de la parcela de la Asociación Nacional de Actores (ANDA) del Panteón Jardín, ubicado en la misma ciudad.

## Filmografía

### Cine
- Carita de cielo (1946)
- Pecadora (1947)
- La feria de Jalisco (1947)
- Señora tentación (1948)
- Revancha (1948)
- Coqueta (1949)
- Perdida (1950)
- Aventurera (1950)
- Sensualidad (1950)
- Víctimas del pecado (1951)
- No niego mi pasado (1951)
- Mujeres sacrificadas (El recuerdo del otro) (1952)
- Aventura en Río (1952)
- Llévame en tus brazos (1953)
- Mulata  (1954)
- Amor y pecado (1955)
- Club de señoritas (1956)
- Yambaó (1956)
- Maratón de baile (1957)
- Mujeres de fuego /Lina, la mujer de fuego (1958)
- Zarzuela 1900 / Música de ayer (1959)
- Noche de carnaval (1981)
- Las noches del Blanquita (1981)
- El mexicano feo (1982)
- Viva el chubasco / Pero, hombre, amigo (1983)
- Hoy como ayer (1987)
- Jóvenes delincuentes (1989)
- Rumbera caliente (1989)

### Televisión
- Juicio de almas - Teresa (1964)
- Tú eres mi destino - Licha del Rey (1984)
- Rosa salvaje - Zoraida (1987)
- Cuando llega el amor - Nina (1989)
- Yo no creo en los hombres - Emelia (1991)
- Las secretas intenciones - Julieta (1992)
- María la del barrio - Caridad (1995)
- Mi generación (1997)
- La usurpadora - Cachita Cienfuegos (1998)
- Rosalinda - Asunción (1999)
- Tres mujeres - Yolanda (1999)
- El precio de tu amor - Dalila (2000)
- Entre el amor y el odio - Macarena (2002)
- Amarte es mi pecado - Doña Galia de Caridad (2004)
- Central de abasto - La Jarocha (2008)
- Como dice el dicho - Pola (2011)
- Que bonito amor - Doña Remedios (2012-2013)

## Reconocimientos
- En 1987, en la noche de clausura del Festival Internacional de Cine de Río de Janeiro, la actriz fue llamada al escenario para recibir un premio en reconocimiento a su labor de vida. Entre el grupo de estrellas de telenovelas de la Rede Globo TV que llenaban el escenario, solo Ninón Sevilla brilló como una diva, como representación dignificada del mito que personificó durante los años dorados del cine mexicano.

- En 2009, Ninón Sevilla fue galardonada con el premio Diosa de Plata "Dolores del Río" en reconocimiento a su trayectoria cinematográfica.[14]

- En 2012 Ninón Sevilla fue interpretada por la actriz Ariadna Pérez Mijares en la cinta biográfica El fantástico mundo de Juan Orol, dirigida por Sebastián del Amo.

- En 2014 la actriz fue objeto de un homenaje de parte de la Academia Mexicana de Artes y Ciencias Cinematográficas y la Cineteca Nacional de México por su trayectoria e influencia en el cine de México.[15]

- En 2023, Sevilla es interpretada por la actriz Alma Cero en un episodio de la serie biográfica Gloria Trevi: ellas soy yo, basada en la vida de la cantante Gloria Trevi y producida por Carla Estrada para Televisa.